# Нельсон Соуту Піке
 Нельсон Піке Соуту Майор (порт. Nelson Piquet Souto Maior), більше відомий як Нельсон Піке (17 серпня 1952, Ріо-де-Жанейро, Бразилія) — бразильський автогонщик, трикратний чемпіон світу з автоперегонів у класі Формула-1 (1981, 1983, 1987), бразильської Формули Super Vee (1976) та британської Формула-3 (1978), двократний переможець гонки спорткарів Тисяча миль Бразилії (1997, 2006) учасник автоперегонів 500 миль Індіанаполісу (1992—1993), 1000 км Нюрбургрингу (1980—1981), 24 години Ле-Мана (1996). Занесений до Міжнародного залу Слави автоспорту (2000). Батько Нельсона Піке-молодшого.